# Église de Barcarin
L'église de Barcarin est une église située au Salin-de-Giraud dans le département français des Bouches-du-Rhône.

## Histoire
Construite en 1865, elle abrita les offices religieux des résidents du hameau, notamment des sauniers, pendant plusieurs dizaines d'années. Elle est moins utilisée, les offices étant, de nos jours, au sein d'une chapelle, dans le village.

## Église actuelle

### Extérieur
Ce bâtiment est construit en pierre de taille. La façade, en pierre de Fontvieille, est ornée d'un fronton, et de deux niches avec statues. La toiture est en tuiles romanes.

### Le clocher
Le clocher est surmonté d'un campanile métallique, supportant une unique cloche.